# Коринфский канал
Кори́нфский кана́л (греч. Διώρυγα Κορίνθου или Διώρυξ Κορίνθου) — бесшлюзовый судоходный канал в Греции, соединяющий залив Сароникос Эгейского и Коринфский залив Ионического морей. Прорыт через Коринфский перешеек, соединяющий полуостров Пелопоннес с центральной частью Греции. Название получил в честь города Коринфа, расположенного у западной оконечности канала. Эксплуатация канала началась в 1893 году.
Длина канала составляет 6 километров, глубина 8 метров. Стены канала естественного происхождения, главным образом из известняка, высота стен достигает 76 метров. Ширина канала на уровне моря составляет 25 метров, а на дне — 21 метр. Через канал перекинуты один железнодорожный и три автомобильных моста. В дополнение к этим мостам в 1988 году на обоих концах канала были построены погружные мосты.. Регламентирован проход судов с осадкой не более 7,3 и максимальной шириной не более 17,6 м.

## Предыстория

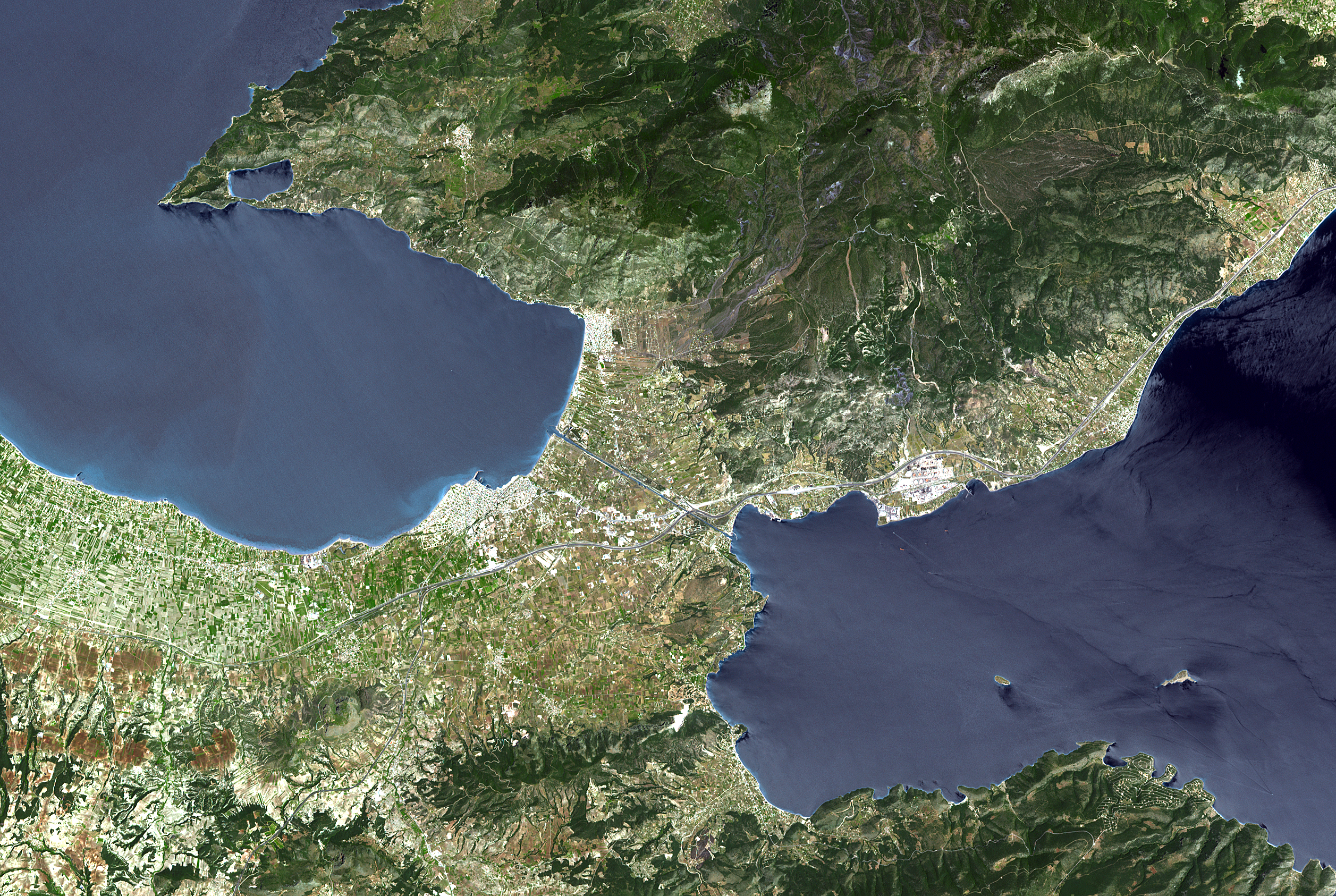
Вид из космоса

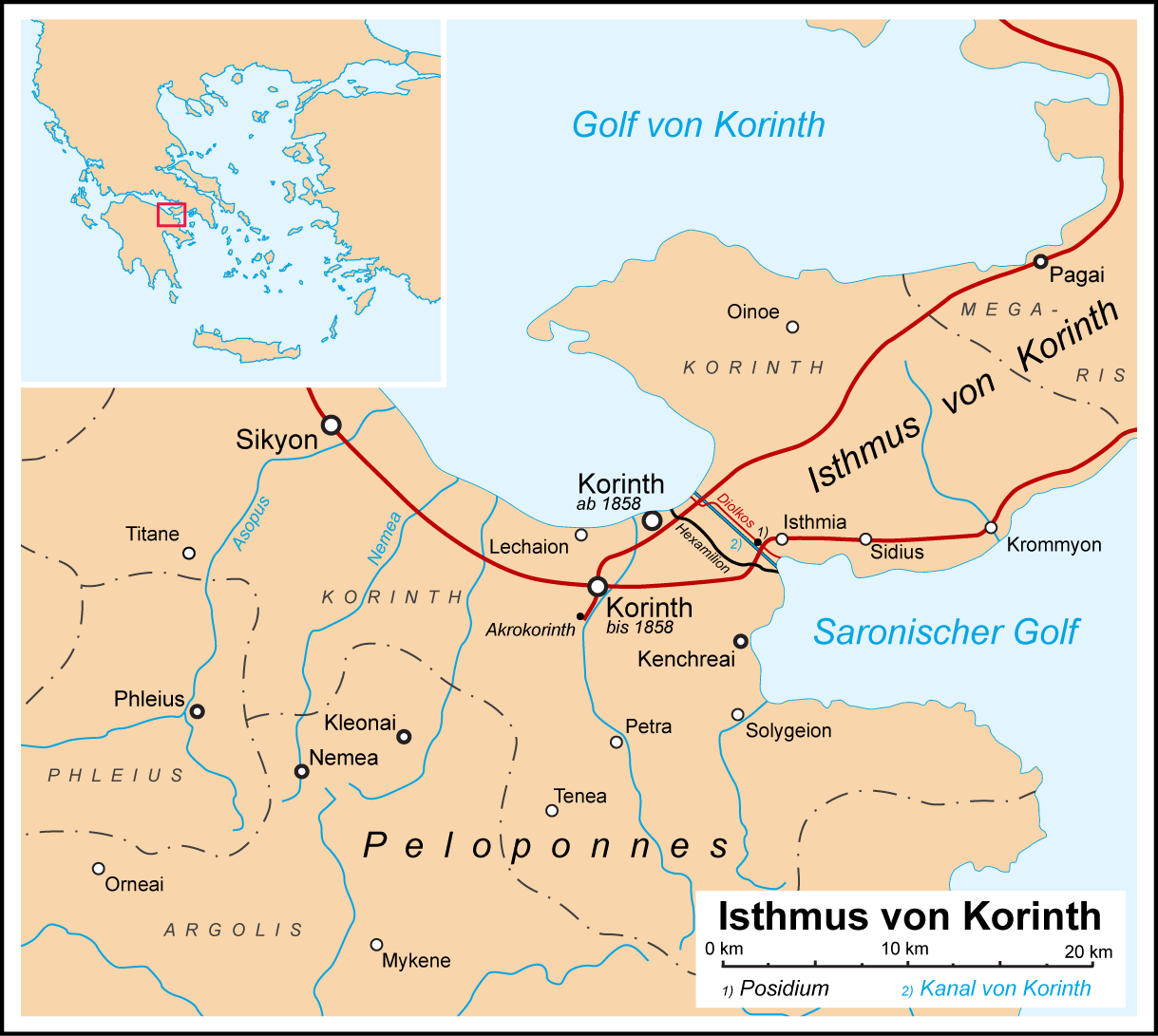
Карта Коринфского канала, также отмечены Диолк и Гексамилион

С древних времён делались попытки построить канал в этом месте. Первое упоминание относится к VII веку до н. э., когда коринфский тиран Периандр, причисляемый к семи мудрецам древней Греции, попытался прорыть водный путь, но остановил работы. Причиной прекращения работ являлись опасения Периандра, что из-за несоответствия уровней Эгейского и Ионического морей возможно затопление земель. По другой версии, он боялся возбудить гнев богов, потому что оракул в Дельфах провозгласил: «Не снабжай перешейка башней, и не прорывай его (не пересекай его каналом)». По предположениям, это прорицание исходило от жрецов коринфских храмов, боявшихся, что вследствие открытия канала для быстрого прохода судов они лишатся щедрых приношений и подарков, потому что у купцов не было бы больше поводов оставаться в Коринфе. Вместо канала тиран создал более простой и менее дорогостоящий каменный волок, получивший название «Диолк». Остатки Диолка в настоящее время существуют рядом с каналом.
О возможности прокладки канала думал Деметрий Полиоркет в 307 году до н. э. Но и он оставил эту мысль, когда египетские инженеры, которых он нанял, чтобы осуществить задуманное, уверили его, что уровень воды в Коринфском заливе и в Сароническом заливе неодинаков, и если прорыть полосу суши, воды Коринфского залива хлынут в Саронический залив, затопят всю область и смоют соседние острова.
Когда Коринф перешёл под власть римлян, Юлий Цезарь и позже Калигула тоже разрабатывали такие планы. В 67 году нашей эры император Нерон предпринял третью попытку прорыть канал, привлекши к работе 6000 рабов и каторжников. Эта попытка провалилась, когда Нерону пришлось вернуться в Рим, где вспыхнуло восстание против него. Вскоре после смерти Нерона его преемник Гальба остановил дорогостоящий проект.
В последующие годы Герод Аттик и позже византийцы старались пересечь перешеек, но и их усилия не увенчались успехом. То же самое можно сказать о венецианцах, которые начали работы, но вскоре тоже сдались.

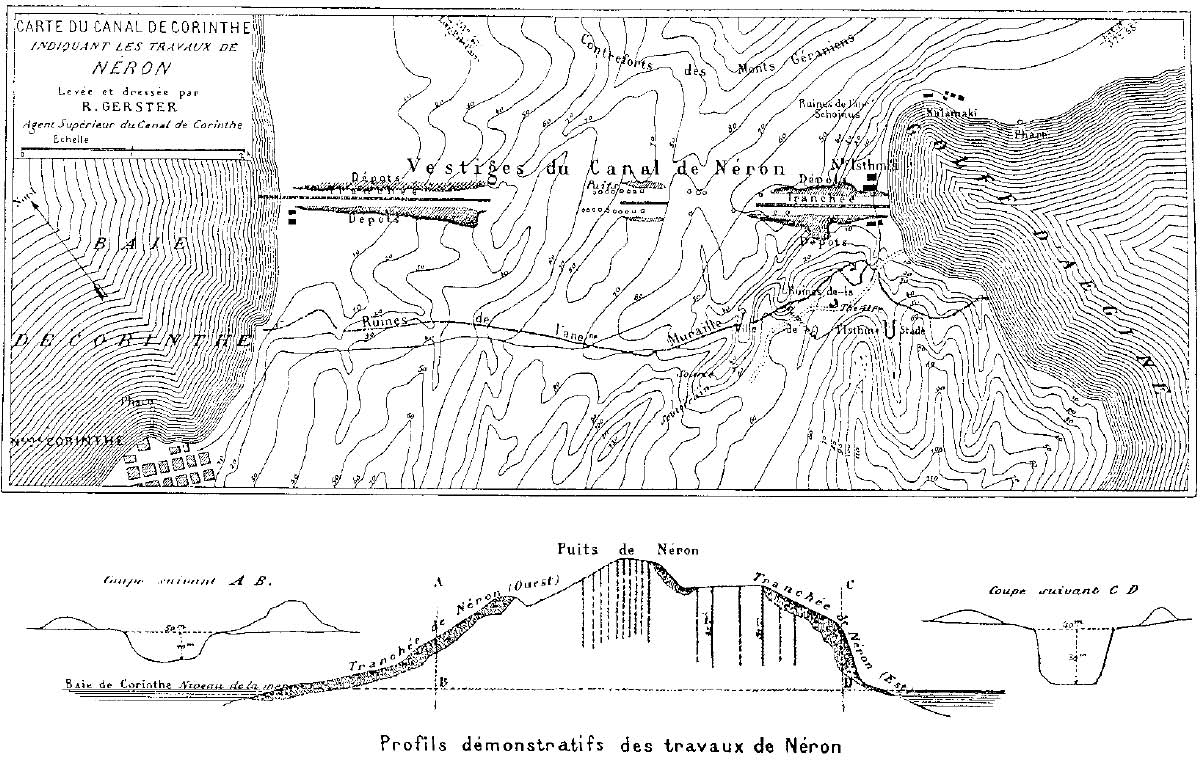
Остатки земляных работ разных эпох в 1881

После Греческой революции в 1821 году первый президент Греции Иоаннис Каподистрия также строил планы строительства Коринфского канала, видя его значение для развития Греции. Он поручил разработку проекта французскому инженеру, но по экономическим причинам от этих планов пришлось отказаться.
После открытия Суэцкого канала греческое правительство в ноябре 1869 года издало закон о «пересечении каналом Коринфского перешейка». Проектирование канала было поручено венгерским архитекторам Иштвану Тюрру и Беле Герстеру, подготовившим ранее проект Панамского канала. 5 мая 1882 года, после длительных переговоров, начались работы по постройке канала. 

## Строительство и начало эксплуатации
Строительство канала было начато французской компанией, которая прекратила работу из-за финансовых трудностей, так и не закончив работы. Греческая компания во главе с греческим банкиром и филантропом Андреасом Сингросом подхватила проект и закончила объект в рекордные сроки. 
В целом, строительство Коринфского канала велось более десяти лет (1881—1893) силами двух с половиной тысяч рабочих. 7 августа 1893 года было устроено торжество по случаю открытия Коринфского канала.
Канал позволял судам, огибавшим Пелопоннес, сократить путь более чем на 400 километров.
После завершения строительства канал столкнулся с финансовыми и эксплуатационными трудностями. Узость канала затрудняет судоходство. Его высокие стены обуславливают крепкий ветер по всей длине, а разное время приливов в двух заливах вызывает сильные приливные течения в канале. По этим причинам многие судоходные компании не желали использовать канал, и трафик был намного ниже прогнозов. Ожидалось, что годовой объём перевозок составит чуть менее 4 миллионов тонн грузов, но к 1906 году он достиг лишь полумиллиона тонн в год. К 1913 году грузооборот возрос до 1,5 миллионов тонн.
Другой постоянной проблемой было то, что известняковые стены канала с самого начала были нестабильными. Хотя формально он был открыт в августе 1893 года, из-за оползней судоходство в нём началось только в ноябре следующего года. Вскоре выяснилось, что волна от кораблей, проходящих через канал, подмывает стены, вызывая новые оползни. Это потребовало дополнительных затрат на строительство подпорных стенок вдоль кромки воды на протяжении более половины длины канала. Тем не менее, проблема оползней актуальна до сих пор.

## Вторая мировая война
Во время вторжения в Грецию, 26 апреля 1941 года Вермахт высадил парашютный десант на обоих берегах канала, который, застав оборонявшие его немногочисленные силы союзников врасплох, захватил и разминировал единственный на тот момент мост. Однако сами взрывные заряды не были ими сняты на случай необходимости отступления, и уцелевшие защитники, обстреляв мост из пушки, попали в один из зарядов, и мост разрушился. Немецким сапёрам понадобилось 2 дня, чтобы навести временный мост, по которому 28 апреля прошли танки 5-й немецкой бронетанковой дивизии. Захват перешейка привёл к пленению 12 тыс. солдат союзников, оставшихся на материке, однако из-за промедления в высадке десанта и взрыва моста английскому средиземноморскому флоту удалось эвакуировать 50 тыс. с Пелопоннеса.

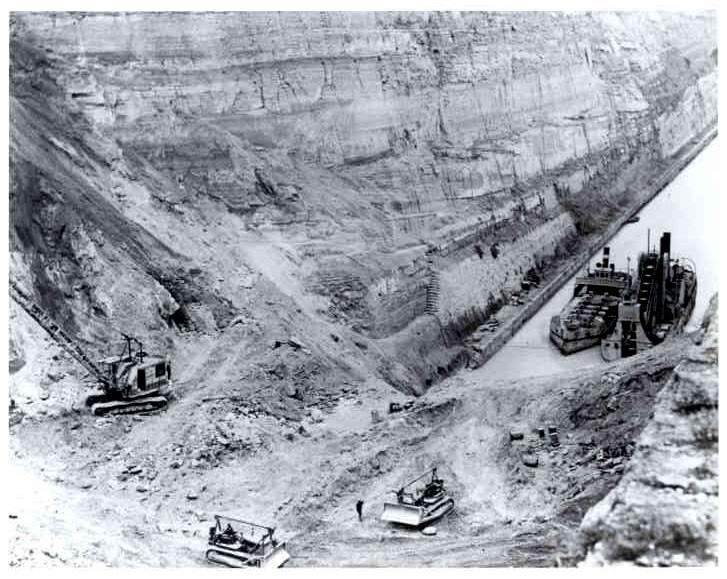
Расчистка канала

При эвакуации войск из Греции в октябре 1944 года немцы оставили после себя страшные разрушения. Взрывами канал был завален более 645 тыс. м³ грунта и обломками железнодорожного моста, а также остатками бросаемой техники, включая железнодорожный подвижной состав, мины и паровое судно «Веста», взорванное и затопленное в канале. Кроме того, в отсутствие обслуживания акватория была заметно занесена наносами. Восстановительными работами занимались американские предприятия по контрактам Госдепа США при активной поддержке американских инженерных войск в рамках доктрины Трумэна и плана Маршалла. Совместное предприятие Стирз-Гроув занималось расчисткой канала при помощи драг, кранов, экскаваторов и другой плавучей и наземной техники. Другой консорциум, Аткинсон-Дрейк-Парк, проводил восстановление дорожной сети Греции, в том числе, железнодорожных мостов. Расчистка была начата в ноябре 1947 года, и после 8 месяцев работы, 7 июля 1948 года, канал был открыт для судов с малой осадкой, а в сентябре — для всех судов
.

## Канал сегодня

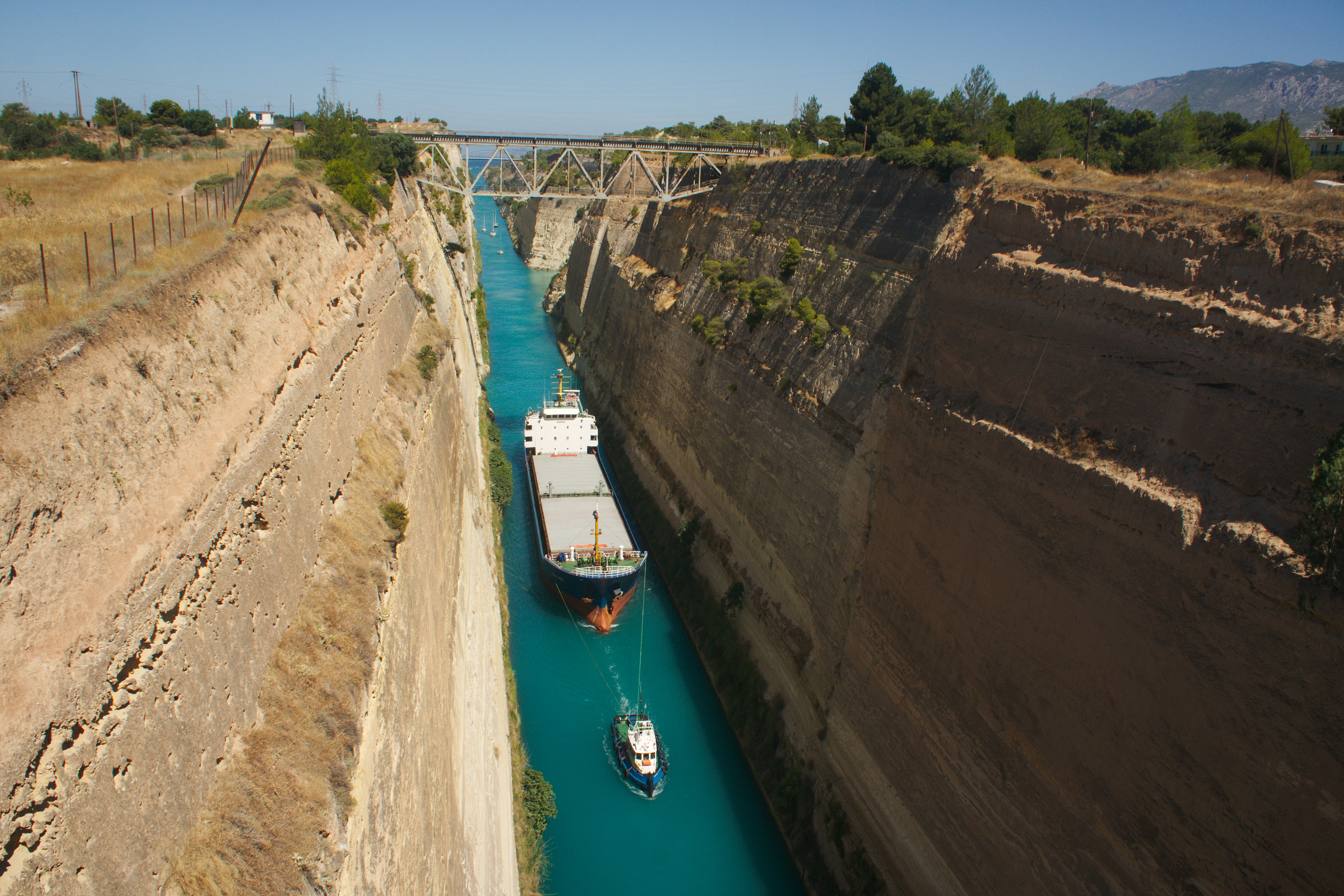
Проход судна через канал

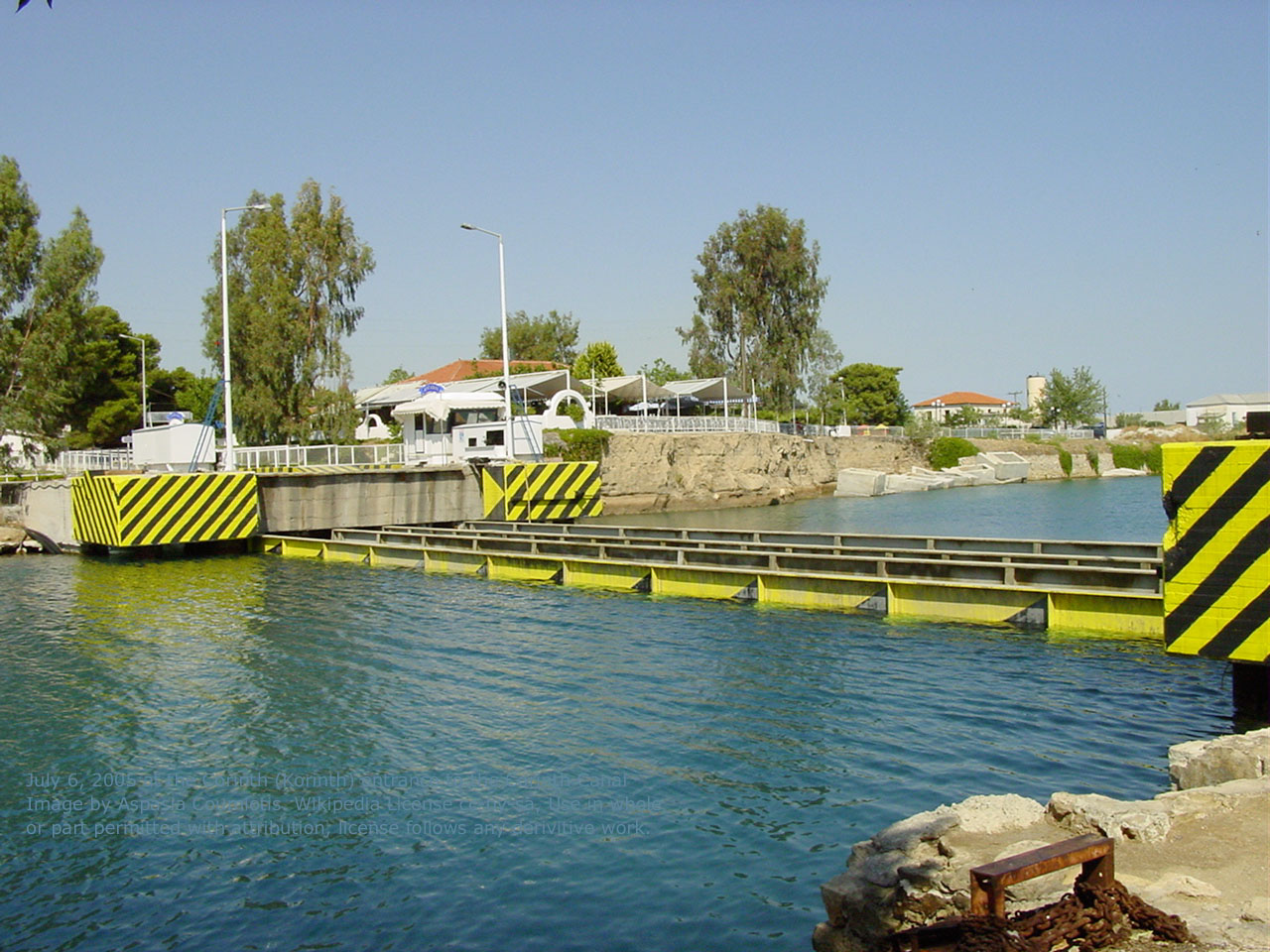
Погружной мост у входа в Коринфский канал

В настоящее время канал отчасти утратил экономическое значение. Из-за узости водного пути в нём организовано реверсивное движение. Через канал не могут проходить крупные океанские суда, ширина которых приближается к 20 метрам. Крупнотоннажные суда проходят канал на буксире, так как возникает опасность размыва стен. В год через канал проходят до 15 000 судов.
На мостах канала практикуется Банджи-джампинг.
В феврале 2018 года в канале после сильных дождей произошёл оползень, в результате чего движение по каналу было временно остановлено.
В октябре 2019 года круизный лайнер Braemar шириной от борта до борта в 22,5 метра и водоизмещением более 24 тысяч тонн смог пройти по каналу, максимальная ширина которого составляет всего 25 метров.